# Campionat Individual de Raspall de 2010
El XXIV Campionat Individual és l'edició del 2010 del Campionat Individual de raspall per a pilotaires professionals, organitzada per les empreses El Zurdo, Frediesport i la Federació de Pilota Valenciana.
El sistema de competició consisteix en una sèrie de partides eliminatòries des d'octaus de final. En les semifinals, els dos millors s'acaren als caps de sèrie, Coeter II i Waldo. I d'aquí ixen els dos contendents per a la final.

## Pilotaires
| - Alfonso, de Barxeta (campió sub-23) - Armando, de Bicorp - Coeter II, de Simat de la Valldigna - Dorín, de Xeraco - Josep, de Xeraco |  | - Juan, del Genovés - Punxa, de Piles - Sariero, de Gata de Gorgos - Waldo, d'Oliva - Xoto, del Genovés |

## Resultats

### Grup A
El cap del grup A és Coeter II.
|  | Semifinals                        | Semifinals |    |  | Final                                   | Final |  |
|  |                                   |            |    |  |                                         |       |  |
|  | La Llosa de Ranes, 6 de novembre  |            |    |  |                                         |       |  |
|  | Josep                             | 05         |    |  |                                         |       |  |
|  | Armando                           | 25         |    |  |                                         |       |  |
|  |                                   |            |    |  |                                         |       |  |
|  |                                   |            |    |  | Trinquet de Bellreguard, 25 de novembre |       |  |
|  |                                   |            |    |  | Armando                                 | 25    |  |
|  |                                   | Punxa      | 05 |  |                                         |       |  |
|  |                                   |            |    |  |                                         |       |  |
|  |                                   |            |    |  |                                         |       |  |
|  |                                   |            |    |  |                                         |       |  |
|  | La Llosa de Ranes, 10 de novembre |            |    |  |                                         |       |  |
|  | Punxa                             | 25         |    |  |                                         |       |  |
|  | Xoto                              | 05         |    |  |                                         |       |  |

#### Eliminatòria final del Grup A
| Data     | Trinquet | Roig      | Blau    | Resultat |
| -------- | -------- | --------- | ------- | -------- |
| 30/11/10 | Oliva    | Coeter II | Armando | 10-25    |

### Grup B
El cap del grup B és Waldo.
|  | Semifinals                              | Semifinals |    |  | Final                                   | Final |  |
|  |                                         |            |    |  |                                         |       |  |
|  | Trinquet de Bellreguard, 12 de novembre |            |    |  |                                         |       |  |
|  | Dorín                                   | 15         |    |  |                                         |       |  |
|  | Alfonso                                 | 25         |    |  |                                         |       |  |
|  |                                         |            |    |  |                                         |       |  |
|  |                                         |            |    |  | Trinquet de Bellreguard, 21 de novembre |       |  |
|  |                                         |            |    |  | Alfonso                                 | 05    |  |
|  |                                         | Juan       | 25 |  |                                         |       |  |
|  |                                         |            |    |  |                                         |       |  |
|  |                                         |            |    |  |                                         |       |  |
|  |                                         |            |    |  |                                         |       |  |
|  | Xeraco, 14 de novembre                  |            |    |  |                                         |       |  |
|  | Sariero                                 | 05         |    |  |                                         |       |  |
|  | Juan                                    | 25         |    |  |                                         |       |  |

#### Eliminatòria final del Grup B
| Data     | Trinquet                | Roig  | Blau | Resultat |
| -------- | ----------------------- | ----- | ---- | -------- |
| 27/11/10 | Trinquet de Bellreguard | Waldo | Juan | 25-05    |

### Final
| Waldo | 25-15 | Armando |
| ----- | ----- | ------- |
|       |       |         |

 Trinquet de Bellreguard